# Nachal Telem
Nachal Telem (hebrejsky: נחל תלם, arabsky: Vádí Zarka) je vádí v Judsku na Západním břehu Jordánu. Oficiálně se hebrejsky nazývá Nachal Naciv (נחל נציב), ale toto pojmenováno není v praxi používáno.
Začíná v západní části Judských hor (respektive jejich části zvané Hebronské hory), v prostoru západně od města Hebron a nedaleko izraelské osady Telem. Směřuje pak k severozápadu kopcovitou krajinou, v níž míjí palestinskou obec Tarkumija. Pak ústí do vádí Nachal Guvrin.
Vádí je zčásti turisticky využíváno, v okolí se nachází největší jeskyně v tomto regionu Ma'arat Tur Cafa (מערת טור-צפא), o délce 441 metrů. Spekuluje se, že poskytovala úkryt židovským povstalcům během povstání Bar Kochby. Na horním toku, severně od Telem, leží i přírodní rezervace Ja'ar El Kof (שמורת יער אל קוף, Šmoret Ja'ar El Kof). Jde o lesní komplex vysázený už za britského mandátu od roku 1927, původně na ploše 1000 dunamů (1 kilometr čtvereční), později za jordánské vlády v roce 1966 rozšířený severním směrem o dalších 900 dunamů (0,9 kilometru2) Jen menší část rezervace poblíž Telem je ale v oblasti pod civilní kontrolou Izraelců, většina leží na teritoriu pod správou Palestinské autonomie.
28. prosince 2007 zde došlo k teroristickému útoku, při kterém byli zabiti dva židovští turisté. Dva palestinští pachatelé se pak sami vydali do rukou izraelských bezpečnostních složek.